# Teinopodagrion eretes
Teinopodagrion eretes är en trollsländeart som beskrevs av De Marmels 2001. Teinopodagrion eretes ingår i släktet Teinopodagrion och familjen Megapodagrionidae. Inga underarter finns listade i Catalogue of Life.